# Ким Юн-А
Ким Юн-А (хангъл: 김연아) е южнокорейска състезателка по фигурно пързаляне.
Тя е олимпийска шампионка през 2010 г. и сребърна медалистка през 2014 г.; световна шампионка през 2009 и 2013; шампионка на Четири континента през 2009 г.; трикратна (2006 – 2007, 2007 – 2008, 2009 – 2010) финална шампионка на Гран При; световна шампионка за юноши 2006; финална шампионка за Гран При за юноши 2005 г.; и шесткратна (2003, 2004, 2005, 2006, 2013, 2014) южнокорейска национална шампионка.
Тя е първата фигуристка, която някога е печелила всяко голямо международно състезание, а именно Олимпийските игри, Световното първенство, Шампионата на четирите континента и Финалът на Гран При. В допълнение, Ким е първата фигуристка, която някога е завършила Супер Големия шлем в кариерата, като също така печели финала на Гран При за юноши и Световното първенство за юноши. Тя е една от най-известните спортисти и медийни фигури в Южна Корея. В резултат на многобройните си постижения тя често е наричана Queen Yuna (Кралица Юна) от различни медии по света.
По време на цялата си кариера Ким никога не е завършвала състезание извън подиума. Поради нейната артистичност и музикален усет, грациозни умения за пързаляне с кънки, изключителна скорост и плавност, последователност, качество на нейните технически изпълнени скокове, тя се смята за една от, ако не и най-великата жена в категорията Singles на всички времена. Тя е известна и със страхотното си съперничество с трикратната световна шампионка Мао Асада от Япония.
Ким Юн-А пали Олимпийския огън на Игрите в Пьонгчанг през 2018 г.